# カザマンス紛争
カザマンス紛争（カザマンスふんそう）は1982年から続いているセネガル・カザマンス地方の独立運動による内戦である。紛争は、セネガル政府とカザマンス民主勢力運動（MFDC）の間で行われている。2014年5月1日、MFDCの指導者が和平を求め、一方的に停戦を宣言した。

## 概要
カザマンス紛争は、セネガル政府とカザマンス民主勢力運動（MFDC）の間で1982年から続いている低強度内戦である。2014年5月1日、カザマンス民主勢力運動の指導者は平和を訴え一方的停戦を宣言した。カザマンス民主勢力運動は、セネガルの他地方と宗教的にも民族的にも異なるカザマンス地方の独立を訴えた。1992年から2001年にかけて最も激しい戦闘が行われ、1000人以上が戦闘で死亡した。2004年12月30日、カザマンス民主勢力運動とセネガル政府は、カザマンス民主勢力運動兵士に国軍入隊権利を与え、カザマンスの経済的復興計画を実施し、地雷除去と帰国避難民援助に合意した。しかしカザマンス民主勢力運動の一部の過激派が独立し、彼らはフンジュン県で2005年2月2日に開催された会議に参加しなかった。2010年から2011年に戦闘が再開したが、2012年の大統領選挙の後に弱まった。聖エギディオ共同体の援助の下平和交渉が2012年12月14日にローマで開かれ、セネガルのマッキー・サル大統領がカザマンスは地方分権の先駆けになると宣言した。

## 背景

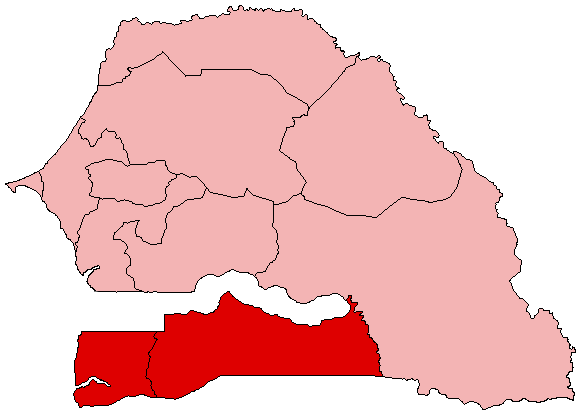
カザマンス地方の位置

セネガル南部のカザマンス地方は東部がセネガルに繋がってはいるが、セネガル本土とはガンビアで隔てられている。カザマンスは鉱物や環境資源が他地方より豊富で、セネガルの食料、米、綿の殆どを作っている。先住民のジョラ族の多くはキリスト教やアニミズムを信仰しており、ムスリムであるセネガル人多数派とは異なる。ジョラ族はカザマンスの富が首都ダカールに搾取されていると感じていた。

## 時系列

### 1980年代
カザマンス地方の先住民のジョラ族は独立運動の長い伝統を持っていた。カザマンス民主勢力運動は平和的独立活動の為に組織された。しかし、1982年に組織の指導者が逮捕された為、抵抗の増加とセネガル軍による弾圧の悪循環が始まった。

### 1990年代
1990年、カザマンス民主勢力運動は地方の軍事施設を攻撃した。この攻撃はギニアビサウ軍が援助していると考えられている。セネガル軍はカザマンス民主勢力運動の基地があるジガンショール州とギニアビサウに反撃したが、両陣営共に非戦闘員を攻撃したとして非難し合った。1990年代に何度か停戦が合意されたが長続きせず、フランス人観光者が失踪して両陣営が非難し合った事でヨーロッパで広く知られるようになった。オーギュスタン・ジャマクン・サンゴール司祭がカザマンス民主勢力運動を率いた事で組織は対話と和解を追求するようになった。しかし、セネガル人がカザマンス地方の独立を拒否したため、組織の一部が戦闘を再開した。1997年にまた停戦合意がされたが、サンゴールとセネガルのアブドゥライ・ワッド大統領が平和協定を結ぶ2001年3月までの戦闘で500人が殺害されたと報告されている。これにより囚人の解放、避難民の帰還、地雷の除去が合意されたが、自治権を得るには至らなかった。組織の一部はこれを裏切りと捉え、分裂し穏健派と戦闘を始めた。

### 2000年代
2004年12月30日、両陣営は停戦しこれは2006年8月まで続いた。分裂後、低強度戦闘がカザマンス地方で続いた。2005年に更なる交渉が行われた。しかし結果としてカザマンス民主勢力運動の一部とセネガル軍が2006年に衝突し、何千人もの国民がガンビアに避難した。父なるサンゴーは2007年1月に没した。
2006年1月2日、運動の過激派が武装強盗し、ディオウロウロウ上級将校を殺害した 。
2006年4月23日、過激派がニャッシアのセネガル軍施設を攻撃した。4月初めにギニアビサウ軍が過激派のいるバラカ・マンディオカ、バゼレ、コウメレ、カッソウ等の軍事施設を砲撃した。
2006年12月20日、セネガル軍用車がシンディアン郊外で地雷を踏んだ。同日、過激派はカグナル村近くでセネガル軍用車を攻撃し、2人を殺害、14人の兵士を負傷させた。この攻撃は過激派への相談無しに地雷除去をしたセネガル軍への報復だった。地雷除去作戦はモロッコ軍専門家が指揮した。
2007年7月31日、ガンビアのバイ・ポル村近郊でカザマンス民主勢力運動穏健派が小競り合いの結果過激派の1人を殺害、1人を負傷させた。
2009年6月7日、組織の狙撃種がダイロウロウ地区で3人を殺害した。
2009年6月9日、組織の原理主義兵士が当時平和交渉をしていた元組織人員を殺害した。
2009年8月25日、過激派と国軍がジガンショール市で激しい戦闘を繰り広げ、ジガンショール大学の施設が破壊された。
2009年9月9日、過激派がディアビーの軍事施設を攻撃し、兵士が1人殺害された。
2009年10月2日、過激派がコルダ州で軍用車を待ち伏せ攻撃し、7人が殺害、4人が負傷した。

### 2010年代
2010年3月16日から21日、カザマンスのバラフ、カッサナ、ママトロ地区で作戦中の国軍兵士が3人殺害され、10人負傷した。
2010年10月、イランからナイジェリアのラゴスへ違法な武器の密輸が有った。セネガル政府はこの武器はカザマンスに行くものと考え、テヘランに大使を派遣し抗議した。
2010年12月、ガンビア国境南部のビグノナ市を奪う為に迫撃砲やマシンガン等で重武装した約100人の過激派が激しい戦闘を繰り広げた。過激派は何人かの犠牲者を出して撤退したが、迎え撃った国軍も7人が殺害された。
2011年8月26日、カザマンス北部のセノバとシジガンチョールの間の道路で過激派が数人を強盗し、ディアンゴ市郊外で国軍と交戦した。
2011年12月21日、カザマンス地方のビグノナ市近くの軍事施設を過激派が攻撃し、12人の兵士が殺害されたとセネガルのメディアが報道した 。
2012年2月14日、国軍が分離主義者を攻撃した際に3人の兵士が殺害された。
2012年3月は11日と23日に攻撃が起き、4人の兵士が死亡、8人が負傷した。
2012年4月5日、セネガルのマッキー・サル新大統領は南部を平和にする事が最優先目標と所信表明した。彼はガンビアとギニアビサウの指導者もこの長い紛争を解決する協力をしてくれると確信していると述べた。
2013年2月3日、カフォウティネ市で過激派が銀行強盗をする際4人が殺害され、8400ドルが盗まれた。
2014年5月1日、バチカンでの組織の軍とセネガル政府の秘密交渉の後、カザマンス民主勢力運動の指導者のサリフ・サディオは平和を訴え一方的停戦を宣言した。

## 詳細文献
- Aïssatou, Fall. "Understanding the Casamance Conflict: A Background." Accra: Kofi Annan International Peacekeeping Centre (2010).
- Eric Morier-Genoud, "Sant’ Egidio et la paix. Interviews de Don Matteo Zuppi & Ricardo Cannelli", _ LFM. Sciences sociales et missions _, Oct 2003, pp. 119–145